# Spielvereinigung Unterhaching 2017-2018
Questa voce raccoglie le informazioni riguardanti la Spielvereinigung Unterhaching nelle competizioni ufficiali della stagione 2017-2018.

## Stagione
Nella stagione 2017-2018 l'Unterhaching, allenato da Claus Schromm, concluse il campionato di 3. Liga al 9º posto. In Coppa di Germania l'Unterhaching fu eliminato al primo turno dal Heidenheim.

## Rosa
| N. |                     | Ruolo | Calciatore           |
| -- | ------------------- | ----- | -------------------- |
| 1  | Germania (bandiera) | P     | Korbinian Müller     |
| 2  | Germania (bandiera) | D     | Maximilian Bauer     |
| 3  | Germania (bandiera) | D     | Thomas Hagn          |
| 4  | Germania (bandiera) | D     | Alexander Winkler    |
| 5  | Germania (bandiera) | D     | Josef Welzmüller     |
| 6  | Germania (bandiera) | C     | Ulrich Taffertshofer |
| 8  | Germania (bandiera) | D     | Max Dombrowka        |
| 9  | Germania (bandiera) | A     | Stephan Hain         |
| 10 | Romania (bandiera)  | C     | Maximilian Nicu      |
| 11 | Germania (bandiera) | A     | Stefan Schimmer      |
| 13 | Germania (bandiera) | C     | Jim-Patrick Müller   |
| 15 | Germania (bandiera) | D     | Christoph Greger     |
| 17 | Germania (bandiera) | C     | Mark Zettl           |
| 18 | Germania (bandiera) | C     | Thomas Steinherr     |
| 19 | Germania (bandiera) | C     | Alexander Piller     |

| N. |                               | Ruolo | Calciatore             |
| -- | ----------------------------- | ----- | ---------------------- |
| 20 | Germania (bandiera)           | C     | Dominik Stahl          |
| 21 | Germania (bandiera)           | C     | Sascha Bigalke         |
| 22 | Germania (bandiera)           | P     | Nico Mantl             |
| 23 | Macedonia del Nord (bandiera) | C     | Anes Osmanoski         |
| 24 | Germania (bandiera)           | C     | Alexander Kaltner      |
| 27 | Kirghizistan (bandiera)       | A     | Vitalij Lux            |
| 28 | Austria (bandiera)            | D     | Florian Wiedl          |
| 29 | Germania (bandiera)           | A     | Pascal Schoch          |
| 30 | Germania (bandiera)           | C     | Luca Marseiler         |
| 31 | Germania (bandiera)           | C     | Orestis Kiomourtzoglou |
| 32 | Germania (bandiera)           | D     | Tim Schels             |
| 33 | Germania (bandiera)           | D     | Christoph Ehlich       |
| 34 | Austria (bandiera)            | P     | Lukas Königshofer      |
| 35 | Germania (bandiera)           | C     | Finn Porath            |
| 38 | Germania (bandiera)           | D     | Marco Rosenzweig       |

## Organigramma societario
Area tecnica
- Allenatore: Claus Schromm
- Allenatore in seconda: Sebastian Friedl, Steffen Galm
- Preparatore dei portieri: Wolfgang Kellner, Sebastian Wolf
- Preparatori atletici: Frank Thömmes, Georg Wallner

## Calciomercato

### Sessione estiva
| Acquisti | Acquisti          | Acquisti          | Acquisti |
| R.       | Nome              | da                | Modalità |
| -------- | ----------------- | ----------------- | -------- |
| C        | Finn Porath       | Amburgo           |          |
| P        | Lukas Königshofer | Kickers Stoccarda |          |
| D        | Thomas Hagn       | Stoccarda II      |          |
| P        | Nico Mantl        | Unterhaching U17  |          |
| C        | Anes Osmanoski    | Unterhaching U17  |          |
| A        | Stefan Schimmer   | Memmingen         |          |
| A        | Pascal Schoch     | SV Zimmern        |          |
| D        | Florian Wiedl     | Wolfsberger U18   |          |

| Cessioni | Cessioni          | Cessioni                | Cessioni |
| R.       | Nome              | a                       | Modalità |
| -------- | ----------------- | ----------------------- | -------- |
| A        | Daniele Bruno     | Bayreuth                |          |
| C        | Markus Einsiedler | Rosenheim 1860          |          |
| P        | Matthias Fichtner | FC Deisenhofen          |          |
| D        | Justin Gaigl      | SV Pullach              |          |
| D        | Sebastian Koch    | Monaco 1860 II          |          |
| D        | Yanis Marseiler   | SV Pullach              |          |
| A        | Fabian Möhrle     | 1. FC Rielasingen-Arlen |          |
| A        | Tobias Stoßberger | Norimberga U19          |          |

### Sessione invernale
| Acquisti | Acquisti | Acquisti | Acquisti |
| R.       | Nome     | da       | Modalità |
| -------- | -------- | -------- | -------- |

| Cessioni | Cessioni | Cessioni | Cessioni |
| R.       | Nome     | a        | Modalità |
| -------- | -------- | -------- | -------- |

## Risultati

### 3. Liga

#### Girone di andata
| Arbitro: | Heft |

|                             |           |  |
| Kazior 51’ Ayçiçek 82’, 89’ | Marcatori |  |

| Arbitro: | Schröder |

|                                          |           |                           |
| Hain 24’ (rig.) Bigalke 39’ Schimmer 89’ | Marcatori | 13’ (rig.) Fink 38’ Pisot |

| Arbitro: | Sather |

|            |           |  |
| Blacha 18’ | Marcatori |  |

| Arbitro: | Müller |

|                       |           |                         |
| Schimmer 67’ Hain 69’ | Marcatori | 45’ Keita-Ruel 65’ Kurt |

| Arbitro: | Schütz |

|               |           |                      |
| Slišković 85’ | Marcatori | 17’ Bigalke 79’ Hain |

| Arbitro: | Fritsch |

|                                                    |           |                 |
| Hain 20’, 65’ (rig.) Scheffel 33’ (aut.) Stahl 45’ | Marcatori | 35’, 61’ Slavov |

| Arbitro: | Weickenmeier |

|                       |           |                   |
| Ghaddioui 21’ Dej 75’ | Marcatori | 87’ (aut.) Wendel |

| Arbitro: | Zorn |

|          |           |                                                 |
| Hain 88’ | Marcatori | 30’ Aschauer 51’, 63’ Hägele 73’ (rig.) Binakaj |

| Arbitro: | Winter |

|  |           |                   |
|  | Marcatori | 35’ Hagn 59’ Hain |

| Arbitro: | Lossius |

|                                            |           |  |
| Bigalke 16’ Dombrowka 25’ Hain 49’ Lux 84’ | Marcatori |  |

| Arbitro: | Müller |

|  |           |                   |
|  | Marcatori | 48’ Hain 71’ Hagn |

| Arbitro: | Skorczyk |

|             |           |  |
| Bigalke 66’ | Marcatori |  |

| Arbitro: | Osmers |

|  |           |                                |
|  | Marcatori | 2’ Hagn 44’ Hain 65’ Dombrowka |

| Arbitro: | Börner |

|  |           |                                       |
|  | Marcatori | 35’ Väyrynen 51’ Bischoff 59’ Henning |

| Arbitro: | Schütz |

|                |           |                           |
| Antonitsch 17’ | Marcatori | 61’ (rig.), 72’, 81’ Hain |

| Arbitro: | Müller |

|  |           |                             |
|  | Marcatori | 12’, 67’ Ritter 70’ Bertels |

| Arbitro: | Siewer |

|                                     |           |           |
| Schnellbacher 33’ Bär 45’ Morys 60’ | Marcatori | 82’ Stahl |

| Arbitro: | Ittrich |

|                                      |           |                       |
| Taffertshofer 31’ Stahl 49’ Hagn 84’ | Marcatori | 8’ Starke 90’ Eismann |

| Arbitro: | Koslowski |

|                          |           |  |
| Heider 14’ Danneberg 75’ | Marcatori |  |

#### Girone di ritorno
| Arbitro: | Skorczyk |

|          |           |  |
| Hain 90’ | Marcatori |  |

| Arbitro: | Jablonski |

|                                        |           |                    |
| Schleusener 20’ Mehlem 86’ Muslija 90’ | Marcatori | 30’ Kiomourtzoglou |

| Arbitro: | Jöllenbeck |

|  |           |                  |
|  | Marcatori | 45’ Brandstetter |

| Colonia 3 febbraio 2018, ore 14:00 CET 23ª giornata | Fortuna Colonia | 0 – 0 referto | Unterhaching | Südstadion (1 904 spett.)\| Arbitro: \| Petersen \| |
| Arbitro:                                            | Petersen        |               |              |                                                     |

| Arbitro: | Osmanagic |

|            |           |                |
| Porath 53’ | Marcatori | 43’ Baumgärtel |

| Arbitro: | Osmers |

|                         |           |            |
| Hansch 28’ Baumgart 50’ | Marcatori | 16’ Porath |

| Arbitro: | Schwermer |

|                                |           |  |
| Müller 41’ Hain 52’ Greger 60’ | Marcatori |  |

| Arbitro: | Müller |

|          |           |                     |
| Gyau 67’ | Marcatori | 22’ Porath 30’ Hain |

| Arbitro: | Skorczyk |

|              |           |          |
| Schimmer 90’ | Marcatori | 62’ Uzan |

| Arbitro: | Fritsch |

|           |           |                       |
| Girth 62’ | Marcatori | 23’ (rig.) Welzmüller |

| Arbitro: | Alt |

|                                |           |                           |
| Hain 18’ Müller 42’ Porath 63’ | Marcatori | 48’ Ademi 80’ Skarlatidis |

| Arbitro: | Schult |

|                          |           |  |
| Kittner 35’ Scherder 66’ | Marcatori |  |

| Arbitro: | Dingert |

|  |           |             |
|  | Marcatori | 77’ Türpitz |

| Arbitro: | Schwermer |

|             |           |                    |
| Scherff 48’ | Marcatori | 17’ Kiomourtzoglou |

| Arbitro: | Osmanagic |

|                       |           |                  |
| Hain 7’ Dombrowka 79’ | Marcatori | 20’ Mauersberger |

| Arbitro: | Müller |

|                                    |           |  |
| Michel 3’, 31’ Schonlau 27’ (rig.) | Marcatori |  |

| Arbitro: | Lossius |

|  |           |                |
|  | Marcatori | 68’ Preißinger |

| Arbitro: | Müller |

|                                |           |            |
| Günther-Schmidt 25’ Slamar 75’ | Marcatori | 39’ Porath |

| Arbitro: | Fritsch |

|                                  |           |          |
| Nicu 7’ Müller 31’, 57’ Hain 89’ | Marcatori | 52’ Tepe |

### Coppa di Germania
| Arbitro: | Gerach |

|  |           |                                         |
|  | Marcatori | 44’, 74’ Beermann 80’ Glatzel 86’ Pusch |

## Statistiche

### Statistiche di squadra
| Competizione      | Punti | In casa | In casa | In casa | In casa | In casa | In casa | In trasferta | In trasferta | In trasferta | In trasferta | In trasferta | In trasferta | Totale | Totale | Totale | Totale | Totale | Totale | DR |
| Competizione      | Punti | G       | V       | N       | P       | Gf      | Gs      | G            | V            | N            | P            | Gf           | Gs           | G      | V      | N      | P      | Gf     | Gs     | DR |
| ----------------- | ----- | ------- | ------- | ------- | ------- | ------- | ------- | ------------ | ------------ | ------------ | ------------ | ------------ | ------------ | ------ | ------ | ------ | ------ | ------ | ------ | -- |
| 3. Liga           | 54    | 19      | 10      | 3       | 6       | 33      | 27      | 19           | 6            | 3            | 10           | 21           | 28           | 38     | 16     | 6      | 16     | 54     | 55     | -1 |
| Coppa di Germania | -     | 1       | 0       | 0       | 1       | 0       | 4       | 0            | 0            | 0            | 0            | 0            | 0            | 1      | 0      | 0      | 1      | 0      | 4      | -4 |
| Totale            | 54    | 20      | 10      | 3       | 7       | 33      | 31      | 19           | 6            | 3            | 10           | 21           | 28           | 39     | 16     | 6      | 17     | 54     | 59     | -5 |

### Andamento in campionato
| Giornata  | 1  | 2  | 3  | 4  | 5  | 6 | 7 | 8 | 9 | 10 | 11 | 12 | 13 | 14 | 15 | 16 | 17 | 18 | 19 | 20 | 21 | 22 | 23 | 24 | 25 | 26 | 27 | 28 | 29 | 30 | 31 | 32 | 33 | 34 | 35 | 36 | 37 | 38 |
| --------- | -- | -- | -- | -- | -- | - | - | - | - | -- | -- | -- | -- | -- | -- | -- | -- | -- | -- | -- | -- | -- | -- | -- | -- | -- | -- | -- | -- | -- | -- | -- | -- | -- | -- | -- | -- | -- |
| Luogo     | T  | C  | T  | C  | T  | C | T | C | T | C  | T  | C  | T  | C  | T  | C  | T  | C  | T  | C  | T  | C  | T  | C  | T  | C  | T  | C  | T  | C  | T  | C  | T  | C  | T  | C  | T  | C  |
| Risultato | P  | V  | P  | N  | V  | V | P | P | V | V  | V  | V  | V  | P  | V  | P  | P  | V  | P  | V  | P  | P  | N  | N  | P  | V  | V  | N  | N  | V  | P  | P  | N  | V  | P  | P  | P  | V  |
| Posizione | 18 | 10 | 11 | 12 | 11 | 8 | 8 | 9 | 8 | 5  | 5  | 5  | 5  | 5  | 5  | 5  | 8  | 6  | 7  | 5  | 7  | 7  | 7  | 7  | 9  | 7  | 7  | 7  | 7  | 7  | 7  | 7  | 8  | 8  | 9  | 9  | 10 | 9  |

Legenda:

Luogo: C = Casa; T = Trasferta. Risultato: V = Vittoria; N = Pareggio; P = Sconfitta.

### Statistiche dei giocatori
| Giocatore         | 3. Liga  | 3. Liga | 3. Liga     | 3. Liga    | Coppa di Germania | Coppa di Germania | Coppa di Germania | Coppa di Germania | Totale   | Totale | Totale      | Totale     |
| Giocatore         | Presenze | Reti    | Ammonizioni | Espulsioni | Presenze          | Reti              | Ammonizioni       | Espulsioni        | Presenze | Reti   | Ammonizioni | Espulsioni |
| ----------------- | -------- | ------- | ----------- | ---------- | ----------------- | ----------------- | ----------------- | ----------------- | -------- | ------ | ----------- | ---------- |
| M. Bauer          | 27       | 0       | 4           | 0          | 1                 | 0                 | 0                 | 0                 | 28       | 0      | 4           | 0          |
| S. Bigalke        | 36       | 4       | 4           | 0          | 1                 | 0                 | 0                 | 0                 | 37       | 4      | 4           | 0          |
| M. Dombrowka      | 35       | 3       | 5           | 0          | 1                 | 0                 | 0                 | 0                 | 36       | 3      | 5           | 0          |
| C. Ehlich         | 0        | 0       | 0           | 0          | 0                 | 0                 | 0                 | 0                 | 0        | 0      | 0           | 0          |
| C. Greger         | 32       | 1       | 5           | 0          | 0                 | 0                 | 0                 | 0                 | 32       | 1      | 5           | 0          |
| T. Hagn           | 18       | 4       | 0           | 0          | 0                 | 0                 | 0                 | 0                 | 18       | 4      | 0           | 0          |
| S. Hain           | 37       | 19      | 4           | 0          | 1                 | 0                 | 0                 | 0                 | 38       | 19     | 4           | 0          |
| A. Kaltner        | 1        | 0       | 0           | 0          | 0                 | 0                 | 0                 | 0                 | 1        | 0      | 0           | 0          |
| O. Kiomourtzoglou | 29       | 2       | 4           | 0          | 0                 | 0                 | 0                 | 0                 | 29       | 2      | 4           | 0          |
| L. Königshofer    | 7        | 0       | 0           | 0          | 0                 | 0                 | 0                 | 0                 | 7        | 0      | 0           | 0          |
| V. Lux            | 10       | 1       | 0           | 0          | 1                 | 0                 | 0                 | 0                 | 11       | 1      | 0           | 0          |
| N. Mantl          | 2        | 0       | 0           | 0          | 0                 | 0                 | 0                 | 0                 | 2        | 0      | 0           | 0          |
| L. Marseiler      | 7        | 0       | 0           | 0          | 0                 | 0                 | 0                 | 0                 | 7        | 0      | 0           | 0          |
| J. Müller         | 22       | 4       | 3           | 0          | 1                 | 0                 | 0                 | 0                 | 23       | 4      | 3           | 0          |
| K. Müller         | 29       | 0       | 0           | 0          | 1                 | 0                 | 1                 | 0                 | 30       | 0      | 1           | 0          |
| M. Nicu           | 14       | 1       | 1           | 0          | 0                 | 0                 | 0                 | 0                 | 14       | 1      | 1           | 0          |
| A. Osmanoski      | 0        | 0       | 0           | 0          | 0                 | 0                 | 0                 | 0                 | 0        | 0      | 0           | 0          |
| A. Piller         | 9        | 0       | 0           | 0          | 1                 | 0                 | 0                 | 0                 | 10       | 0      | 0           | 0          |
| F. Porath         | 31       | 5       | 2           | 0          | 0                 | 0                 | 0                 | 0                 | 31       | 5      | 2           | 0          |
| M. Rosenzweig     | 2        | 0       | 0           | 0          | 0                 | 0                 | 0                 | 0                 | 2        | 0      | 0           | 0          |
| T. Schels         | 3        | 0       | 0           | 0          | 0                 | 0                 | 0                 | 0                 | 3        | 0      | 0           | 0          |
| S. Schimmer       | 29       | 3       | 3           | 0          | 1                 | 0                 | 0                 | 1                 | 30       | 3      | 3           | 1          |
| P. Schoch         | 0        | 0       | 0           | 0          | 0                 | 0                 | 0                 | 0                 | 0        | 0      | 0           | 0          |
| D. Stahl          | 27       | 3       | 3           | 0          | 1                 | 0                 | 0                 | 0                 | 28       | 3      | 3           | 0          |
| T. Steinherr      | 31       | 0       | 1           | 0          | 1                 | 0                 | 0                 | 0                 | 32       | 0      | 1           | 0          |
| U. Taffertshofer  | 34       | 1       | 5           | 0          | 1                 | 0                 | 0                 | 0                 | 35       | 1      | 5           | 0          |
| J. Welzmüller     | 29       | 1       | 2           | 1          | 1                 | 0                 | 0                 | 0                 | 30       | 1      | 2           | 1          |
| F. Wiedl          | 0        | 0       | 0           | 0          | 0                 | 0                 | 0                 | 0                 | 0        | 0      | 0           | 0          |
| A. Winkler        | 29       | 0       | 11          | 0          | 1                 | 0                 | 0                 | 0                 | 30       | 0      | 11          | 0          |
| M. Zettl          | 1        | 0       | 0           | 0          | 0                 | 0                 | 0                 | 0                 | 1        | 0      | 0           | 0          |